# Celastrina pendleburyi
Celastrina pendleburyi är en fjärilsart som beskrevs av Corbet 1937. Celastrina pendleburyi ingår i släktet Celastrina och familjen juvelvingar. Inga underarter finns listade i Catalogue of Life.